# Кельтік-панк

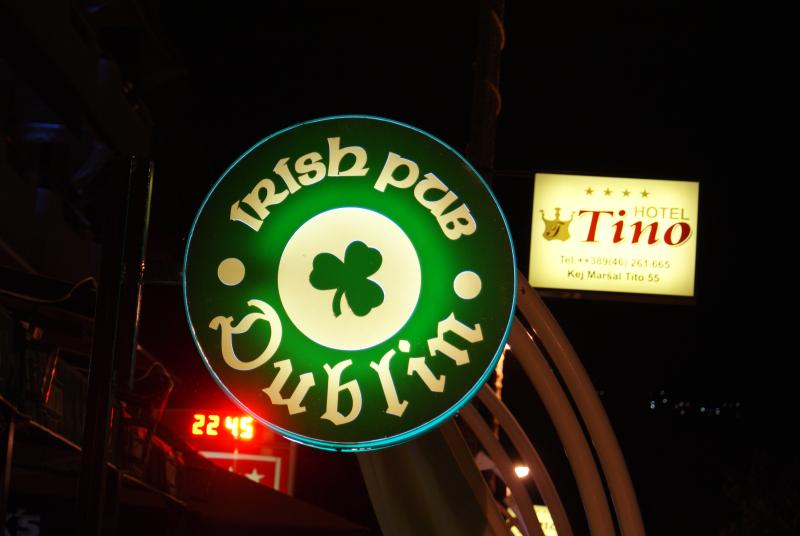
Ірландський паб з зображенням конюшини, яку кельтські панки часто використовують для оформлення своїх платівок

Кельтік-панк (англ. celtic punk читається: ˈkɛltɪk або ˈsɛltɪk pʌŋk — кельтський панк) — панк-рок, змішаний з традиційною кельтською музикою. Жанр засновано 1980-х лондонським панк-гуртом The Pogues, творчість якого базувалась на ірландській культурній спадщині. Кельтські панк-гурти часто грають кавер-версії традиційних фольклорних пісень ірландського народу та пісні політичного звучання. Хоча темами багатьох пісень кельтік-панку є складне становище ірландців, він не розглядається як суто політичний жанр. Поширені теми пісень — це пісні про Ірландію, Шотландію, ірландське республіканство, шотландську незалежність, шотландську та ірландську діаспору, підтримку простих робочих людей, випивку і посиденьки в пабах.

## Особливості жанру
Типовий кельтік-панк-гурт окрім класичних рокерських музичних атрибутів (гітари, ударні) включає традиційні народні інструменти, такі як дуда, скрипка чи її простіші різновиди, вістл, акордеон, мандоліна і банджо. Як правило келтік-панк — це веселі мелодії, накладені на прискорене і жорстке панк-рокове звучання. Звучанням келтік-панк схожий на свого попередника кельтік-рок. Термін кельтік-панк зазвичай використовується, щоб описати гурти, які базують свою музику на ірландській чи шотландській традиційній манері. Також цей жанр поширений у англійських, американських та інших гуртів та музикантів, натхнених кельтським фольклором. Сучасний келтік-панк попав під сильний вплив гардкору та Oi!-музики.

## Історія походження
Початок кельтік-панку заклали в 1960-х і 1970-х роках перші фолк-рок-гурти, які почали творити кельтік-фолк в Англії та кельтік-рок в Ірландії і Шотландії. Серед них вирізнялися кельтські фолкгурти The Dubliners та Clancy Brothers. Багато панків з Англії та Шотландії, зокрема з Лондона, Ліверпуля, Глазго та Манчестера, мали шотландську чи ірландську етнічну приналежність. Наприклад Шейн Макгован — ірландець, гурт The Dunfermlin має шотландське коріння, The Skids були першим британським панк-гуртом, який у своїй творчості вніс народні елементи, зокрема, в альбомі 1981 року «Joy». В цей самий час в Лондоні Шейн Макґован і Спайдер Стейсі почали експериментувати зі звуком, який зародив гурт The Pogues. Їхні ранні композиції включали суміш традиційних народних пісень з сучасними музичними стилями, в тому числі й панком. Серед інших ранніх келтік-панк-гуртів можна виділити шотландський гурт Nyah Fearties та австралійців Roaring Jack.
Популярність кельтік-панку особливо відчутна у США і в Канаді, де проживає багато ірландських і шотландських емігрантів. Північноамериканські кельтік-панк-гурти були створені під впливом американських форм музики і часто мали у своєму складі учасників не кельтського походження і співали, як правило, англійською. Серед відомих сучасних кельтік-панк гуртів можна назвати Dropkick Murphys, Flogging Molly, The Real McKenzies, Flatfoot 56, Filthy Thieving Bastards, The Dreadnoughts, The Black Tartan Clan, Dirty Filthy Mugs, The Mudmen, Les Ramoneurs de Menhirs, Pipes and Pints, The Rumjacks.

## Стиль
Стиль кельтік-панків окрім шотландського та ірландського культурного спадку зазнав впливу панк- і скінхед-культури 1980-х років. Це пов'язано зі змішуванням кельтських мелодій з гардкор- та Oi!-драйвом, а також відвідуванням спортивних пабів під час перегляду футбольних матчів. У стилі одягу присутні кепки, строкаті та картаті тканини, шкіряні куртки, анархістська символіка, ірокези, шотландський національний одяг (килти тощо), підкочені джинси, ірландські футболки і костюми, важкі черевики та черевики з високими берцями.